# Amanda Poulsen
Amanda Poulsen (født 16. marts 1999 i Gilleleje) er en cykelrytter fra Danmark, der kører for Praties Cycling Team. Indtil sommeren 2018 spillede hun fodbold for Skjold Birkerøds elitehold.

## Karriere

### Fodbold
Poulsen spillede for Skjold Birkerød. Her var hun angriber, og var med holdet i landets næstbedste række, 1. division. I futsal var hun i 2018 med til at vinde sølvmedaljer ved danmarksmesterskaberne. I sommeren 2018 flyttede hun til den amerikanske delstat Illinois for at studere 
på Eastern Illinois University, og samtidig spille for universitetets collegehold Eastern Illinois Panthers.

### Landevejscykling
I starten af 2020 flyttede Amanda Poulsen til Sydney i Australien. Et halvt år efter fik hun sin første cykel, og fik job i en cykelforretning. I april 2023 kørte hun sit første officielle cykelløb. Efter endnu et par løb, deltog hun i de australske statsmesterskaber. Her vandt hun med fem minutters forspring til de nærmeste forfølgere, efter hun havde været alene i udbrud i de 60 km ud af løbets samlede distance på 90 km. Ved Tour of Tasmania spurgte det nystartede UCI-kontinentalhold Team BridgeLane Women, om hun ville repræsentere dem ved løbet. Nogle uger efter løbet forhandlede BridgeLane og Poulsen om en kontrakt for 2024. Dette endte med at hun i 2024-sæsonen blev holdets eneste ikke-australier.

## Privat
Amanda Poulsen er datter af Ulla og Mikkjal Poulsen. Faren der er fra Færøerne, er uddannet skibskaptajn, og har arbejdet i shippingindustrien flere steder i verden. På grund af farens arbejde har Amanda Poulsen siden hun var seks år gammel boet og gået i skole i blandt andet Sydkorea, Thailand og Singapore. Fra 2016 til 2018 boede hun på Birkerød Gymnasium, HF, IB & Kostskole, da forældrene var udstationeret i Letland.